# Coppa del Generalissimo 1962 (hockey su pista)
La Coppa del Generalissimo 1962 è stata la 19ª edizione della principale coppa nazionale spagnola di hockey su pista. Il torneo ha avuto luogo dal 16 al 18 maggio 1962.
Il trofeo è stato vinto dall'Espanyol per l'undicesima volta, la seconda consecutiva, nella sua storia superando nel girone il Voltregà.

## Squadre partecipanti
- Barcellona
- Espanyol
- Femsa Madrid
- Voltregà

## Risultati
| Squadra 1      | Risultato | Squadra 2    |
| -------------- | --------- | ------------ |
| 16 maggio 1962 |           |              |
| Femsa Madrid   | 1 - 10    | Espanyol     |
| Barcellona     | 2 - 3     | Voltregà     |
| 17 maggio 1962 |           |              |
| Barcellona     | 1 - 3     | Espanyol     |
| Femsa Madrid   | 2 - 14    | Voltregà     |
| 18 maggio 1962 |           |              |
| Espanyol       | 2 - 2     | Voltregà     |
| Barcellona     | 1 - 1     | Femsa Madrid |

| Squadra      | Pt | G | V | N | P | GF | GS | DG  |
| ------------ | -- | - | - | - | - | -- | -- | --- |
| Espanyol     | 5  | 3 | 2 | 1 | 0 | 15 | 4  | +11 |
| Voltregà     | 5  | 3 | 2 | 1 | 0 | 19 | 6  | +13 |
| Barcellona   | 1  | 3 | 0 | 1 | 2 | 4  | 7  | -3  |
| Femsa Madrid | 1  | 3 | 0 | 1 | 2 | 4  | 25 | -21 |